# Día Internacional del Gato

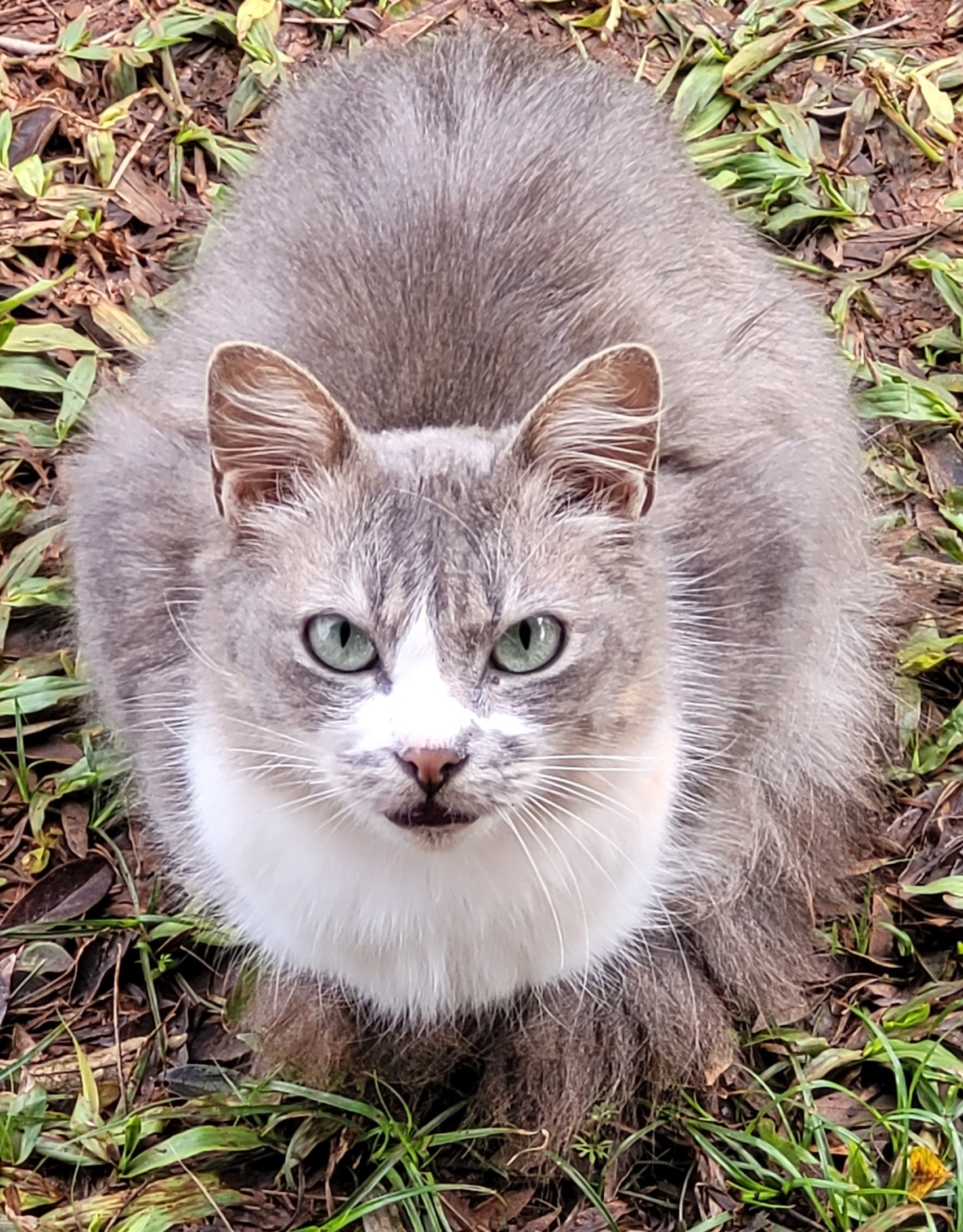
Día Internacional del Gato.

El Día Internacional del Gato se celebra el 8 de agosto de cada año.Fue creado en 2002 por el Fondo Internacional para el Bienestar Animal. Es un día para concientizar sobre la importancia de los gatos y aprender maneras de ayudarlos y protegerlos.
En 2020, la custodia del Día Internacional del Gato pasó a International Cat Care, una organización británica sin fines de lucro que se ha esforzado por mejorar la salud y el bienestar de los gatos domésticos en todo el mundo desde 1958.
En varios países el Día del Gato también se celebra el 20 de febrero, día del fallecimiento de Socks, el Gato de la Casa Blanca y el 29 de octubre. 